# Stéphane Canet
Stéphane Canet (* 7. Juni 1971 in Hyères) ist ein ehemaliger französischer Volleyball- und Beachvolleyballspieler. Er gewann drei Mal die französische Meisterschaft im Sand.

## Karriere

### Karriere Halle
Der im Département Var geborene Sportler erreichte seinen größten sportlichen Erfolg in der Halle 1990, als er mit Racing Club de France Vierter in der französischen Liga wurde und im Pokalfinale stand. Der Verein aus der Hauptstadt des Landes konnte die Platzierung in der Meisterschaft im folgenden Jahr wiederholen. Mit Rennes Volley stieg Canet in der folgenden Saison aus der Beletage des französischen Volleyballs ab und wurde mit dem Verein 1993 eine Liga tiefer Sechster. Drei Jahre später gelang seinem neuen Team Castres Volley-Ball die gleiche Platzierung, die der Club im Spieljahr 1996/97 auf den Bronzerang verbessern konnte. Mit Narbonne Volley erreichte der Universalspieler 1999 zum Abschluss seiner Zeit in der Halle den fünften Platz der französischen B-Liga.

### Karriere Beach
Canet spielte in seinen ersten beiden Jahren im Sand mit Ivan Douenel und stand mit ihm 1995 im Finale der französischen Meisterschaft, konnte jedoch mit diesem Partner keine nennenswerten Ergebnis auf der FIVB World Tour erzielen. 1997 bildete er ein neues Duo mit Mathieu Hamel, mit dem er im ersten Jahr ihrer langjährigen Zusammenarbeit zum zweiten Mal das Endspiel der Landesmeisterschaft erreichte. Bei der Weltmeisterschaft in Los Angeles kamen die Franzosen nicht über den letzten Platz hinaus. In den folgenden beiden Spielzeiten toppten sie das Ergebnis ihrer ersten Teilnahme am Championat de France und holten sich den Titel. Ebenfalls 1999 erreichten sie vor eigenem Publikum bei den Welttitelkämpfen in Marseille den 13. Rang. Anschließend wurden sie Fünfter der Europameisterschaft in Palma. Bei der EM 2000 besiegten sie im ersten Spiel die Dieckmann-Brüder, bevor sie an den Norwegern Høidalen/Kjemperud und den Polen Bachorski/Bulkowski scheiterten. Nach dem Aus in der ersten Hauptrunde der WM 2001 gegen die Österreicher Berger/Stamm gab es bei der folgenden EM zwei Niederlagen gegen die Deutschen Dieckmann/Slacanin und die Norweger Horrem/Maaseide.
Nach dem 13. Platz 2002 in Basel erreichten Canet/Hamel 2003 in Alanya das Achtelfinale gegen die Russen Arkajew/Barsuk. Im gleichen Jahr gewannen sie ihre dritte französische Meisterschaft. Im Oktober blieben sie dagegen bei der WM in Rio de Janeiro sieglos. Bei der Europameisterschaft 2004 wiederholten sie durch das 0:2 gegen das deutsche Duo Ahmann/Hager ihr Ergebnis des Vorjahres. In der Vorrunde des olympischen Turniers in Athen konnte sie Dieckmann/Scheuerpflug in drei Sätzen besiegen, schieden aber trotzdem als Gruppenletzter aus.
Die Franzosen wurden 2005 Letzter der WM in Berlin und schieden bei der EM in Moskau früh aus. Am Ende des Jahres spielte Canet mit Grégory Gagliano, bevor er 2007 mit Hamel zurückkehrte. 2008 absolvierte er noch einige Turniere mit Grégori Brachard.

## Privates
Canets Sohn Arthur ist ebenfalls Beachvolleyballspieler.